# Buster Mottram
Christopher „Buster“ Mottram (* 25. April 1955 in Kingston upon Thames, England) ist ein ehemaliger britischer Tennisspieler.

## Leben
Mottram stand 1972 im Finale des Juniorenturniers von Wimbledon, wo er Björn Borg unterlag. Im darauf folgenden Jahr gewann er das Juniorenturnier der French Open. Im Laufe seiner Karriere konnte er zwei Einzeltitel auf der ATP Tour gewinnen, 1975 in Johannesburg und 1976 in Palma. Zwischen 1977 und 1982 stand er in fünf weiteren Finalrunden. Erfolgreich war Mottram auch im Doppel, hier kam er auf fünf Titel bei elf Finalteilnahmen. Seine höchste Notierung in der Tennisweltrangliste erreichte er 1978 mit Position 15 im Einzel sowie Position 58 im Doppel. Seine besten Einzelergebnisse bei Grand-Slam-Turnieren waren Achtelfinalteilnahmen bei den French Open, den Wimbledon Championships und den US Open. An den Australian Open nahm er nie teil. In der Doppelkonkurrenz erreichte er zweimal die dritte Runde von Wimbledon und einmal die dritte Runde der US Open. In der Mixed-Konkurrenz stand er an der Seite von Florenta Mihai 1980 im Achtelfinale von Wimbledon.
Mottram spielte zwischen 1975 und 1983 35 Einzel- sowie 6 Doppelpartien für die britische Davis-Cup-Mannschaft. Seine Bilanz ist positiv, von 41 Partien gewann er 31; davon 27 Einzel- und 4 Doppelpartien. Seinen größten Erfolg mit der Mannschaft feierte er mit dem Finale der Weltgruppe 1978. In den Vorrunden gewann er alle seine Spiele und schlug unter anderem Yannick Noah (Frankreich) und Ivan Lendl (Tschechoslowakei). Bei der 1:4-Finalniederlage gegen die USA holte er den einzigen Punkt durch einen Sieg über Brian Gottfried, seine Partie gegen John McEnroe verlor er deutlich.

## Erfolge
| Legende                                 |
| Grand Slam                              |
| Tennis Masters Cup                      |
| ATP Masters Series                      |
| ATP International Series Gold           |
| ATP International Series Grand Prix (7) |

| ATP-Titel nach Belag |
| Hartplatz (3)        |
| Sand (4)             |
| Rasen (0)            |
| Teppich (0)          |

### Einzel

#### Turniersiege
| Nr. | Datum          | Turnier           | Belag     | Finalgegner | Ergebnis      |
| --- | -------------- | ----------------- | --------- | ----------- | ------------- |
| 1.  | 19. April 1975 | Johannesburg      | Hartplatz | Tom Okker   | 6:4, 6:2      |
| 2.  | 18. April 1976 | Palma de Mallorca | Sand      | Jun Kuki    | 7:5, 6:3, 6:3 |

#### Finalteilnahmen
| Nr. | Datum            | Turnier      | Belag       | Finalgegner     | Ergebnis           |
| --- | ---------------- | ------------ | ----------- | --------------- | ------------------ |
| 1.  | 6. Februar 1977  | Dayton       | Teppich (i) | Jeff Borowiak   | 3:6, 3:6           |
| 2.  | 17. April 1977   | Murcia       | Sand        | José Higueras   | 4:6, 0:6, 3:6      |
| 3.  | 6. Dezember 1977 | Johannesburg | Hartplatz   | Guillermo Vilas | 6:7, 3:6, 4:6      |
| 4.  | 28. Mai 1978     | München      | Sand        | Guillermo Vilas | 1:6, 3:6, 3:6      |
| 5.  | 25. Juli 1982    | Hilversum    | Sand        | Balázs Taróczy  | 6:7, 7:6, 3:6, 6:7 |

### Doppel

#### Turniersiege
| Nr. | Datum            | Turnier     | Belag   | Partner      | Finalgegner                   | Ergebnis      |
| --- | ---------------- | ----------- | ------- | ------------ | ----------------------------- | ------------- |
| 1.  | 21. April 1974   | Charlotte   | Sand    | Raúl Ramírez | Owen Davidson John Newcombe   | 6:3, 1:6, 6:3 |
| 2.  | 17. Juli 1977    | Kitzbühel   | Sand    | Roger Taylor | Colin Dowdeswell Chris Kachel | 7:6, 6:4      |
| 3.  | 30. Oktober 1977 | Basel       | Teppich | Mark Cox     | John Feaver John James        | 7:5, 6:4, 6:3 |
| 4.  | 29. März 1981    | Stuttgart   | Teppich | Nick Saviano | Craig Edwards Eddie Edwards   | 3:6, 6:1, 6:2 |
| 5.  | 25. April 1982   | Bournemouth | Sand    | Paul McNamee | Henri Leconte Ilie Năstase    | 3:6, 7:6, 6:3 |

#### Finalteilnahmen
| Nr. | Datum            | Turnier      | Belag       | Partner           | Finalgegner               | Ergebnis      |
| --- | ---------------- | ------------ | ----------- | ----------------- | ------------------------- | ------------- |
| 1.  | 29. Oktober 1978 | Osaka        | Sand        | Željko Franulović | Ross Case Geoff Masters   | 2:6, 6:4, 1:6 |
| 2.  | 3. Dezember 1979 | Johannesburg | Hartplatz   | Mike Cahill       | Bob Hewitt Frew McMillan  | 6:1, 1:6, 4:6 |
| 3.  | 27. Juli 1980    | Hilversum    | Sand        | Tony Giammalva    | Tom Okker Balázs Taróczy  | 5:7, 3:6, 6:7 |
| 4.  | 26. April 1981   | Bournemouth  | Sand        | Tomáš Šmíd        | Ricardo Cano Víctor Pecci | 4:6, 6:3, 3:6 |
| 5.  | 28. Februar 1982 | Genua        | Teppich (i) | Mike Cahill       | Pavel Složil Tomáš Šmíd   | 7:6, 5:7, 3:6 |
| 6.  | 24. Oktober 1982 | Amsterdam    | Teppich (i) | Kevin Curren      | Fritz Buehning Tomáš Šmíd | 6:4, 3:6, 0:6 |